# Гербранц
Гербранц (нім. Hörbranz) — містечко та громада округу Брегенц в землі Форарльберг, Австрія.
Гербранц лежить на висоті  426 над рівнем моря і займає площу 8,73 км². Громада налічує 6357 мешканців. 
Густота населення 728/км².  
Громада лежить в районі, який носить назву Брегенцький ліс. Неподалік розкинулося Боденське озеро. Населення Форальбергу розмовляє алеманським діалектом німецької мови, а тому ближче до швейцарців, ніж до населення більшої частини Австрії, яке розмовляє баварсько-австрійським діалектом. Основною індустрією Форальбергу є спортивний туризм, і кожен населений пункт має розвинуту інфраструктуру: транспорт, готелі тощо. 
|                                   |
| Гербранц на мапі округу та землі. |

Бургомістом міста є Карл Геле від Австрійської народної партії. Адреса управління громади: Lindauer Straße 58, 6912 Hörbranz. 

## Демографія
Історична динаміка населення міста за даними сайту Statistik Austria